# Sindrome di Maffucci
La sindrome di Maffucci è una osteocondrodisplasia sporadica caratterizzata dalla presenza di encondromi multipli associati a emangiomi multipli.
Prende nome dal patologo italiano Angelo Maffucci.